# Fosalone
Il fosalone (o phosalone) è un organofosfato utilizzato come insetticida, più nello specifico come acaricida. Nonostante sia stato sviluppato da Rhône-Poulenc in Francia, è stato bandito dai regolamenti dell'Unione Europea nel dicembre 2006. È un 1,3-benzossazolo. Generalmente il limite tollerato dalla normativa italiana è <0,01 mg/Kg.
La dose letale media nei ratti è di 85 mg/kg per ingestione orale e 390 mg/kg per contatto dermico. Il fosalone è un blando inibitore dell'acetilcolinaesterasi e può causare sintomi quali miosi, ipersalivazione, iperidrosi, edema polmonare e incontinenza fecale.
È infiammabile e rilascia gas tossici quali ossidi del fosforo, ossidi di zolfo e ossidi di azoto, costituendo un rischio specialmente per le forme di vita acquatiche.